# Canarium kostermansii
Canarium kostermansii är en tvåhjärtbladig växtart som beskrevs av Leenh.. Canarium kostermansii ingår i släktet Canarium och familjen Burseraceae. Inga underarter finns listade i Catalogue of Life.